# Cairn von Poulawack
Der Cairn von Poulawack (irisch Carn Pholl an Bhaic, deutsch „Cairn der Höhle des Winkels“) liegt im südlichen zentralen Burren im County Clare in Irland in unübersichtlichem Gelände, westlich der R480 (Straße) von Leameneh Castle nach Ballyvaughan. 

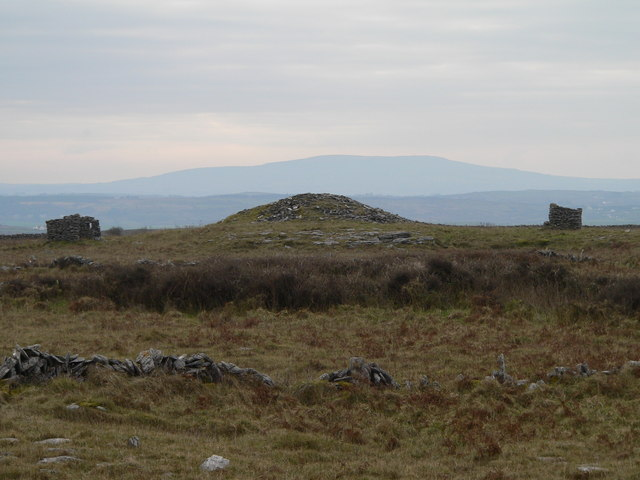
Cairn von Poulawack

Poulawack ist ein runder frühbronzezeitlicher (um 1900 v. Chr.) Steinhügel dessen Steinkisten dem Typ Linkardstown zuzurechnen sind. Der leicht ovale Cairn misst etwa 20,75 m × 21,25 m im Durchmesser und ist 2,5 m hoch. Das primär aus Kalksteinplatten bestehende Cairnmaterial, war sorgfältig verlegt. Im Inneren wurden zwei konzentrische Steinkreise und 10 Steinkisten gefunden. 
Poulawack ist eines der besten Beispiele für die Bestattungsstruktur nach Ende der Jungsteinzeit. Bei der Ausgrabung im Jahre 1935 wurden die Überreste von 16 Menschen in zehn Kisten gefunden. In der zentralen Kiste waren es vier, was eine Anomalie darstellt. Nur wenige zeigten Anzeichen von Einäscherung, was auf die Bronzezeit hinweist, in der Körperbestattungen üblich waren.
Austernschalen, ein Eberzahn, ein hohler Kratzer und einige bronzezeitliche Scherben meist von Western Neolithic Ware begleiteten die Bestattungen. 
Etwa 200 m östlich des Cairns liegen die Überreste eines Rath mit einem Souterrain.